# Geórgios Alogoskoúfis
Geórgios Alogoskoúfis, né le 17 octobre 1955 à Athènes (Grèce), est un professeur d'économie et un homme politique grec. Membre du parti Nouvelle Démocratie, il est ministre de l'Économie et des Finances du 10 mars 2004 au 8 janvier 2009.

## Carrière universitaire
Geórgios Alogoskoúfis étudie l'économie à la London School of Economics, recevant en 1981 pour son doctorat le prix Sayers de l'université de Londres, récompensant les thèses de doctorat en économie monétaire. Enseignant-chercheur au Birkbeck College de 1984 à 1992, il est depuis 1990 professeur d'économie à l'université d’économie d’Athènes. Il a publié 5 livres et une quarantaine d'articles sur le chômage, l'inflation, les taux de change, la croissance économique et la politique fiscale et monétaire.
Conseiller auprès de la Commission européenne (1989-1990), auprès de la Banque mondiale (1991-1992) et auprès d’autres organisations économiques internationales, il est également chercheur au Centre for Labour Economics de la London School of Economics (1981-1982) et au Centre for Economic Policy Research de Londres (1985-2001). Il est membre du conseil de l'Association économique européenne de 1994 à 1998.
Son livre La Drachme : du phénix à l'euro, une histoire monétaire et économique de la Grèce depuis le XIXe siècle, reçoit le Prix de l'Académie d'Athènes en décembre 2002.

## Carrière politique
De 1996 à 2009, il est élu député d'Athènes au Parlement hellénique, pour la Nouvelle Démocratie. Il est choisi comme porte-parole du parti sur les questions d’économie de 1997 à 2004, alors que le parti est dans l'opposition aux gouvernements de Costas Simitis. En qualité de président du Bureau des conseillers économiques auprès du ministère de l’Économie nationale (1992-1993), il est chargé de rédiger le premier programme de convergence de l’économie grecque.
Les élections législatives grecques de 2004 voient l'alternance, qui amène Nouvelle Démocratie au pouvoir. Il est nommé ministre de l'Économie et des Finances au sein du gouvernement Karamanlis I, poste qu'il conserve en 2007 au sein du gouvernement Karamanlis II.
Le 7 janvier 2009, il quitte le gouvernement à la suite d'un remaniement, étant remplacé par son vice-ministre Yánnis Papathanasíou. En octobre, n'étant pas réélu député lors des élections législatives grecques de 2009, qui voient la défaite de Nouvelle Démocratie face au PASOK mené par Georges Papandréou, il annonce son retrait de la vie politique et son intention de se consacrer à sa carrière universitaire.

## Vie personnelle
George Alogoskoufis est marié à Dika Agapitidou et père de trois enfants.

## Ouvrages
- (en) External Constraints on Macroeconomic Policy: The European Experience, avec Loukás Papadímos et Richard Portes (en), Centre for Economic Policy Research, 1991
- (el) La crise de la politique économique [Η Κρίση της Οικονομικής Πολιτικής], Éditions Kritiki avec l'Institut d'études de politique économique d'Athènes (IMOP), Athènes, 1994
- (en) Unemployment: Choices for Europe (Monitoring European Integration 5), avec Charles Bean, Giuseppe Bertola, Daniel Cohen, Juan Dolado et Gilles Saint-Paul, Centre for Economic Policy Research, 1995
- (el) La Drachme : du phénix à l'euro [Η Δραχμή από το Φοίνικα στο Ευρώ], avec Sophia Lazaretou, Livanis, Athènes, 2002
- (el) La Grèce après la crise [Η Ελλάδα μετά την κρίση], Kastaniotis, Athènes, 2009